# ادبیات معاصر ایران
ادبیات معاصر ایران به یک جریان فرهنگی اشاره دارد که در دورۀ تاریخی معاصر ایران در ادبیات این کشور پدیدار شده‌است.

## ادبیات معاصر

### ادبیات نوگرای دوره قاجار
اگرچه داستان‌سرایی در ادبیات فارسی ریشه کهنی دارد اما داستانی‌نویسی به سبک مدرن در ایران از نیمه دوم قرن نوزدهم رایج شد. نخستین رمان ایرانی سرگذشت حاجی بابای اصفهانی است که به وسیلهٔ میرزا حبیب اصفهانی نوشته شده است. پس از آن نویسندگانی همچون محمدعلی جمالزاده، طالبوف و زین العابدین مراغه‌ای داستان‌نویسی کردند که البته آثار آن‌ها از نظر زبان و سبک نوشتار با زبان رسمی و ادبی دوره قاجار و نیز گاهی به زبان عامیانه نزدیک بود. همچنین ویژگی عمده این آثار وجود روح ملی‌گرایی و نمود اساطیر ایرانی در آن‌ها بود.

### ادبیات نوگرای دوره پهلوی
پس از آن و به‌ویژه با رواج گسترده آثار ادبی اروپایی در ایران سبک جدید و نوینی از داستان‌نویسی در ایران پدید آمد که در راس آن‌ها صادق هدایت قرار داشت. به دنبال صادق هدایت نویسندگانی مانند هوشنگ گلشیری، جلال آل احمد، صادق چوبک، سیمین دانشور، بزرگ علوی، محمود دولت‌آبادی، علی محمد افغانی و غلامحسین ساعدی این سبک را دنبال نمودند. داستان‌های کوتاه و بلند در آثار این نویسندگان به چشم می‌خورد. رمان مدرن فارسی پس از انقلاب، بیشتر به نقد وضعیت فرهنگی و سیاسی موجود در جامعه می‌پردازد. رویکرد اصلی جریان مدرن، همچون رئالیست‌های سنتی رویکردی انتقادی است؛ با این تفاوت که موضوع انتقاد آنان نه نظام سلطنتی پیش از انقلاب، بلکه وضعیت سیاسی حاضر است. مهم‌ترین تفاوت مدرنیسم داخلی با مدرنیسم غربی در همین تفاوت نگرش به تحولات اجتماعی نهفته‌است. مدرنیسم غربی با کناره‌گیری از واقعیت بیرونی، به ذهنیت‌گرایی افراطی پناه می‌برد و هیچ‌گونه مسئولیت اجتماعی یا نقش اصلاح‌طلبی برای خود قائل نیست. اما نویسندهٔ مدرنیست داخلی که نمی‌تواند خود را از دغدغه‌های سیاسی و اجتماعی روزانه رها سازد، رویکرد انتقادی اسلاف رئالیست خود را البته با تکنیک‌های روایت ذهنی مدرن در عرصه‌های اجتماعی دنبال می‌کند؛ و بدین ترتیب احساس می‌کند به مسئولیت اجتماعی و ایدئولوژیک خود عمل کرده‌است. رمان مدرن فارسی علی‌رغم آن‌که فرمی مشابه آثار مدرن غرب دارد، نگاه سنتی خود را به موضوعات حفظ می‌کند. روح و اندیشه ذاتی رمان غرب مبتنی بر نیست‌انگاری اومانیستی است و درک این اندیشه مستلزم آشنایی و انس عمیق نویسنده با ادبیات غرب است؛ اما این حس و حال اومانیستی هیچ‌گاه در نویسندگان داخلی به کمال یافت نشده‌است و به همین صورت نوعی دوگانگی و تضاد در صورت و محتوای رمان مدرن فارسی قبل و بعد از انقلاب وجود دارد.
نویسندگان رمان مدرن در نقد هنجارهای ناشی از نوعی تفکر دینی عمدتاً به دو مضمون می‌پردازند. نخست ستیز سنت و مدرنیته در قالب جنگ پدران و پسران و دوم نقد برخی از ارزش‌های اخلاقی رایج؛ گفتمان رمان مدرن فارسی در واقع همان گفتمان صادق هدایت در بحث تجدد و عقب‌ماندگی است که این‌بار فاقد صراحت است. از رمان نویسان برجسته ایران در پس از انقلاب بایستی به غزاله علیزاده، زویا پیرزاد، عباس معروفی، علی مؤذنی، حسین سناپور و شیوا ارسطویی اشاره کرد.

### ادبیات مقاومت
در دورهٔ معاصر ادبیات جنگی به نوشته‌ها و آثاری گفته می‌شود که محور اصلی مضامین آن‌ها جنگ ایران و عراق است و در این معنی با عناوین دیگری چون ادبیات مقاومت یا ادب مقاومت نیز مورد اشاره قرار می‌گیرد. از جمله آثار این سبک شطرنج با ماشین قیامت اثر حبیب احمدزاده، سفر به گرای ۲۷۰ درجه اثر احمد دهقان، ارمیا (رمان) اثر رضا امیرخانی و دا اثر سیده زهرا حسینی می‌باشد.

## شعر

### شعر نو
زمینه‌های فکری سرایش شعر نو، سال‌ها پیش از نیما آغاز شده بود که برای پیگیری این نکته باید به شاعران و سرایندگان دوره مشروطه مراجعه کرد. ابوالقاسم لاهوتی، میرزا حبیب مترجم حاجی بابای اصفهانی و میرزاده عشقی از این زمره‌اند.
شعر نو جنبش شعری بود که با نظریات نیما یوشیج آغاز شد. از جمله شاعران متعلق به این جنبش شعری می‌توان به احمد شاملو، مهدی اخوان ثالث، فروغ فرخزاد، سهراب سپهری، منوچهر آتشی، طاهره صفارزاده، و محمود مشرف آزاد تهرانی (م. آزاد) اشاره کرد.
وزن در شعرهای نیما و اخوان با نوع شعری که احمد شاملو سراینده آن بود تفاوت دارد. شعر نیمایی دارای وزن عروضی بوده و تنها هجاهای شعر تساوی خود را از دست داده‌اند و کوتاه یا بلند می‌شوند ولی در شعر سپید که احمد شاملو آن را پایه‌گذاری کرد از وزن خبری نیست و به جای آن از تصویر سازی واژگانی و موسیقی درونی استفاده می‌شود.

### شعر سپید
شعر سپید گونه‌ای از شعر فارسی است که در دهه سی خورشیدی توسط احمد شاملو ابداع شد. این شعر که از الگوی شعر نیمایی پدید آمد شعریست که فاقد قاعده وزن و قافیه بوده و وزن آن را می‌باید در فحوای کلام جستجو کرد. قافیه اگر در این گونه شعر بکار برود فاقد دستور ویژه‌است و جای آن بستگی به خواست شاعر دارد. ایده شاملو برای چنین شعری این بود که وزن و عروض و قافیه دست شاعر را برای سرایندگی تنگ‌تر کرده و باعث کاهش درخشندگی و اعتلای اثر می‌شوند. این شعر در غرب گونه‌ای دارد که به آن شعر آزاد می‌گویند و در آثار میلتون و لورکا بوفور دیده می‌شود. به عقیده رضا براهنی، احمد شاملو ایده شعر سپید را از ادبیات غرب آموخته و آن را با نثر آهنگین ادبیات فارسی به ویژه اثر تاریخ بیهقی آمیخت و شعر سپید از آن زاده شد. از شاعرانی که به شعر سپید پرداختند می‌توان به جز احمد شاملو به هوشنگ ایرانی، شمس لنگرودی، رضا براهنی، سید علی صالحی، منوچهر آتشی، احمدرضا احمدی، قدمعلی سرامی، رسول یونان، یدالله رؤیایی و محمدرضا احمدی اشاره نمود.

### ترانه و ادبیات موسیقایی
این قسمت خالی است!

### شعر دفاع مقدس
شعر دفاع مقدس به مجموعه آثار ادبی شعری و منظوم با موضوع جنگ ایران و عراق می‌پردازد. این شاخه از هنر انقلاب اسلامی، با شروع جنگ تحمیلی و شکل گرفتن صحنه‌های حماسی و عاطفی فراوان پیرامون آن به وجود آمد. منظومهٔ جنگ‌نامه کشم و رمان زمین سوخته (کتاب) و اغلب اشعار سلمان هراتی و سپیده کاشانی نمونه‌هایی از این نوع ادبیات در زبان فارسی است.

## ادبیات کودک و نوجوان
در دوره ادبیات نوین ایران ادبیات کودک با جبار باغچه بان، عباس یمینی شریف و توران میرهادی آغاز می‌شود. بعدها ثمین باغچه بان، مصطفی رحماندوست نیز از چهره‌های موفق این عرصه می‌شوند. قصه‌های مجید یکی از موفق‌ترین آثار داستانی ادبیات کودک و نوجوان بشمار می‌رود که توسط هوشنگ مرادی کرمانی نوشته شد. از سال ۱۳۴۴ کانون پرورش فکری کودکان و نوجوانان به منظور گسترش کتاب و کتابخوانی میان قشر کم سن و سال ایران تأسیس شد که به برگزاری نمایشگاه‌ها، فیستوال، جشنواره و ارائه کتاب به کودکان و نوجوانان می‌پردازد. این کانون پس از انقلاب اسلامی زیرمجموعه وزارت آموزش و پرورش گردید. از نویسندگانی که گاهی به این مقوله نیز می پرداختن می‌توان به احمد شاملو، نادر ابراهیمی و صمد بهرنگی اشاره کرد. سایر نویسندگان و شاعران موفق حیطه ادبیات کودک و نوجوان عبارتند از:
- مهدی آذر یزدی
- حسین ابراهیمی الوند
- احمدرضا احمدی
- احمد اکبرپور
- محمدرضا بایرامی
- جعفر بدیعی
- کمال بهروزکیا
- فرهاد حسن‌زاده
- داود غفارزادگان
- یحیی علوی فرد
- ساویسا مهوار
- محمود کیانوش
- محمدهادی محمدی
- رضی هیرمندی
- قدمعلی سرامی